# 65. Golden Globe-gála
A 65. évi Arany Glóbusz, azaz Golden Globe-díjátadóra 2008. január 13-án került volna sor. A Forgatókönyvírók Szövetsége sztrájkja miatt azonban a hagyományos gálaest elmaradt, helyette egy hírkonferencián jelentették be a nyerteseket a Beverly Hilton Hotelben.
A jelöltek listáját 2007. december 13-án tették közzé. A legjobb drámai film kategóriában az általában megszokott öt helyett hét film szerepelt. Philip Seymour Hoffman színész és Cate Blanchett színésznő fő- és mellékszereplőként is esélyes volt a díjra, Blanchett mellékszereplőként győzedelmeskedett. A legtöbb, szám szerint hét kategóriában versenyzett Vágy és vezeklés végül két díjat kapott, köztük a legjobb filmdrámának járót. A legjobb vígjáték/musical a Sweeney Todd, a Fleet Street démoni borbélya lett, főszereplője, az Arany Glóbusz történetében nyolcadszorra jelölt Johnny Depp pedig a legjobb vígjátéki színésznek járó elismerést gyűjtötte be. Két díjat nyert még a Nem vénnek való vidék és a Szkafander és pillangó is.

## Filmes díjak
A nyertesek félkövérrel jelölve.

### Legjobb film (dráma)
- Amerikai gengszter
- The Great Debaters
- Gyilkos ígéretek
- Michael Clayton
- Nem vénnek való vidék
- Vágy és vezeklés
- Vérző olaj

### Legjobb film (musical vagy vígjáték)
- Across the Universe – Csak szerelem kell
- Charlie Wilson háborúja
- Hajlakk
- Juno
- Sweeney Todd, a Fleet Street démoni borbélya

### Legjobb színész (dráma)
- George Clooney (Michael Clayton)
- Daniel Day-Lewis (Vérző olaj)
- James McAvoy (Vágy és vezeklés)
- Viggo Mortensen (Gyilkos ígéretek)
- Denzel Washington (Amerikai gengszter)

### Legjobb színész (musical vagy vígjáték)
- Johnny Depp (Sweeney Todd, a Fleet Street démoni borbélya)
- Ryan Gosling (Plasztik szerelem)
- Tom Hanks (Charlie Wilson háborúja)
- Philip Seymour Hoffman (Apu vad napjai)
- John C. Reilly (A lankadatlan: A Dewey Cox-sztori)

### Legjobb színésznő (dráma)
- Cate Blanchett (Elizabeth: Az aranykor)
- Julie Christie (Egyre távolabb)
- Jodie Foster (A másik én)
- Angelina Jolie (Hatalmas szív)
- Keira Knightley (Vágy és vezeklés)

### Legjobb színésznő (musical vagy vígjáték)
- Amy Adams (Bűbáj)
- Nikki Blonsky (Hajlakk)
- Helena Bonham Carter (Sweeney Todd, a Fleet Street démoni borbélya)
- Marion Cotillard (Piaf)
- Ellen Page (Juno)

### Legjobb mellékszereplő színész
- Casey Affleck (Jesse James meggyilkolása, a tettes a gyáva Robert Ford)
- Javier Bardem (Nem vénnek való vidék)
- Philip Seymour Hoffman (Charlie Wilson háborúja)
- John Travolta (Hajlakk)
- Tom Wilkinson (Michael Clayton)

### Legjobb mellékszereplő színésznő
- Cate Blanchett (I'm Not There – Bob Dylan életei)
- Julia Roberts (Charlie Wilson háborúja)
- Saoirse Ronan (Vágy és vezeklés)
- Amy Ryan (Hideg nyomon)
- Tilda Swinton (Michael Clayton)

### Legjobb rendező
- Tim Burton (Sweeney Todd, a Fleet Street démoni borbélya)
- Joel és Ethan Coen (Nem vénnek való vidék)
- Julian Schnabel (Szkafander és pillangó)
- Ridley Scott (Amerikai gengszter)
- Joe Wright (Vágy és vezeklés)

### Legjobb forgatókönyv
- Charlie Wilson háborúja
- Juno
- Nem vénnek való vidék
- Szkafander és pillangó
- Vágy és vezeklés

### Legjobb eredeti betétdal
- Bűbáj – „That's How You Know”
- Grace nélkül az élet – „Grace Is Gone”
- A lankadatlan: A Dewey Cox-sztori – „Walk Hard”
- Szerelem a kolera idején – „Dispedidia”
- Út a vadonba – „Guaranteed”

### Legjobb eredeti filmzene
- Grace nélkül az élet
- Gyilkos ígéretek
- Papírsárkányok
- Út a vadonba
- Vágy és vezeklés

### Legjobb idegen nyelvű film
- 4 hónap, 3 hét, 2 nap
- Ellenséges vágyak
- Papírsárkányok
- Persepolis
- Szkafander és pillangó

### Legjobb animációs film
- L'ecsó
- Mézengúz
- A Simpson család – A film

## Televíziós díjak
A nyertesek félkövérrel jelölve.

### Legjobb televíziós sorozat (dráma)
- Doktor House
- A Grace klinika
- Hármastársak
- A hatalom hálójában
- Mad Men – Reklámőrültek
- Tudorok

### Legjobb televíziós sorozat (musical vagy vígjáték)
- Futottak még…
- Halottnak a csók
- Kaliforgia
- A stúdió
- Törtetők

### Legjobb televíziós minisorozat vagy tévéfilm
- A Cég – A CIA regénye
- Five Days
- Longford
- The State Within
- Wounded Knee-nél temessétek el a szívem

### Legjobb színész, televíziós sorozat (dráma)
- Michael C. Hall (Dexter)
- Hugh Laurie (Doktor House)
- Bill Paxton (Hármastársak)
- Jon Hamm (Mad Men – Reklámőrültek)
- Jonathan Rhys Meyers (Tudorok)

### Legjobb színész, televíziós sorozat (musical vagy vígjáték)
- Alec Baldwin (A stúdió)
- Steve Carell (Office)
- David Duchovny (Kaliforgia)
- Ricky Gervais (Futottak még…)
- Lee Pace (Halottnak a csók)

### Legjobb színész, televíziós minisorozat vagy tévéfilm
- Adam Beach (Wounded Knee-nél temessétek el a szívem)
- Jim Broadbent (Longford)
- Ernest Borgnine (A Grandpa for Christmas)
- Jason Isaacs (The State Within)
- James Nesbitt (Jekyll)

### Legjobb színésznő, televíziós sorozat (dráma)
- Patricia Arquette (A médium)
- Glenn Close (A hatalom hálójában)
- Minnie Driver (The Riches)
- Edie Falco (Maffiózók)
- Sally Field (Testvérek)
- Holly Hunter (Saving Grace)
- Kyra Sedgwick (A főnök)

### Legjobb színésznő, televíziós sorozat (musical vagy vígjáték)
- Christina Applegate (Nem ér a nevem)
- America Ferrera (Ki ez a lány?)
- Tina Fey (A stúdió)
- Anna Friel (Halottnak a csók)
- Mary-Louise Parker (Nancy ül a fűben)

### Legjobb színésznő, televíziós minisorozat vagy tévéfilm
- Bryce Dallas Howard (Ahogy tetszik)
- Queen Latifah (Life Support)
- Debra Messing (Álomgyári feleség)
- Sissy Spacek (Pictures of Hollis Woods)
- Ruth Wilson (Jane Eyre)

### Legjobb mellékszereplő színész, televíziós sorozat, televíziós minisorozat vagy tévéfilm
- Ted Danson (A hatalom hálójában)
- Kevin Dillon (Törtetők)
- Jeremy Piven (Törtetők)
- Andy Serkis (Longford)
- William Shatner (Boston Legal)
- Donald Sutherland (Édes drága titkaink)

### Legjobb mellékszereplő színésznő, televíziós sorozat, televíziós minisorozat vagy tévéfilm
- Rose Byrne (A hatalom hálójában)
- Katherine Heigl (A Grace klinika)
- Rachel Griffiths (Testvérek)
- Samantha Morton (Longford)
- Anna Paquin (Wounded Knee-nél temessétek el a szívem)
- Jaime Pressly (A nevem Earl)